# Bethel Leslie
Bethel Leslie (* 3. August 1929 in New York City; † 28. November 1999 ebenda) war eine US-amerikanische Schauspielerin und Drehbuchautorin.

## Leben
Die Tochter eines Rechtsanwalts besuchte in New York die Brearley School. Als Schülerin wurde Bethel Leslie vom Produzenten George Abbott entdeckt, der sie im Alter von 15 Jahren für seine Broadway-Komödie Snafu besetzte. Weitere Produktionen folgten, und schon bald bekam sie die ersten Angebote aus Hollywood.
Obwohl Bethel Leslie seit Die Kaninchenfalle, ihrem ersten Film im Jahr 1958, immer wieder auf der Leinwand zu sehen war, ist sie in erster Linie als Fernsehschauspielerin bekannt. Neben Vera Miles und Beverly Garland gehörte sie in den 1950er und 1960er Jahren zu den gefragtesten Gastschauspielerinnen im Fernsehen. Leslie spielte nahezu jede Rolle, vom Entführungsopfer bis zur kaltblütigen Mörderin – in Perry Mason stand sie dreimal als Angeklagte vor Gericht. Weitere bekannte Serien, in denen sie auftrat, waren Bonanza, Auf der Flucht, High Chaparral, Die Leute von der Shiloh Ranch, Mannix oder Kung Fu. 1970 war sie im Historiendrama Verflucht bis zum jüngsten Tag an der Seite von Sean Connery zu sehen.
Daneben arbeitete Bethel Leslie auch als Drehbuchautorin, so schrieb sie Folgen für diverse Fernsehserien, darunter Rauchende Colts, Ein Sheriff in New York und Falcon Crest.
Ab Anfang der 1980er Jahre stand Leslie wieder überwiegend auf der Bühne. 1986 spielte sie an der Seite von Jack Lemmon und Kevin Spacey in dem Broadwaystück Long Day’s Journey Into Night, wofür sie für den Tony nominiert wurde. Zu ihren jüngeren Film- und Fernsehproduktionen gehören die Miniserie Kaltblütig (1996) und der Film Message in a Bottle – Der Beginn einer großen Liebe (1998).
Bethel Leslie starb 1999 im Alter von 70 Jahren an Krebs.

## Filmografie (Auswahl)
- 1958: Die Kaninchenfalle (The Rabbit Trap)
- 1962: Tausend Meilen Staub (Rawhide, Fernsehserie, Folge 4x13)
- 1963: Captain Newman (Captain Newman, M.D.)
- 1964: Auf der Flucht (The Fugitive, Fernsehserie, Folge 1x29)
- 1965: Nymphomania (A Rage to Live)
- 1965: Preston & Preston (The Defenders, Fernsehserie, Folge 4x22)
- 1970: Verflucht bis zum jüngsten Tag (The Molly Maguires)
- 1974: The New Perry Mason (Fernsehserie, Folge 1x14)
- 1978: Meine alten Freunde (Diane)
- 1992: Der Todesengel vom Grand Central (Terror on Track 9, Fernsehfilm)
- 1995: Der große Sturm (Kansas, Fernsehfilm)
- 1998: Von Schuld getrieben (Saint Maybe, Fernsehfilm)
- 1999: Message in a Bottle – Der Beginn einer großen Liebe (Message in a Bottle)